# 臺東順天宮
22°45′27″N 121°09′08″E / 22.757566°N 121.152354°E
臺東順天宮位於臺灣臺東縣臺東市寶桑路上，是一間主祀蘇府千歲的道教廟宇。也是繼臺東天后宮與臺東天官堂之外，第三間臺東市境內擁有百年歷史的老廟。而近年來順天宮開始祭祀文昌帝君，加上其座落位置鄰近有臺東女中等多所學校，成為當地重要的文教重地。

## 沿革

### 日治時期
臺東順天宮最初在臺灣日治時期西元1909年，由黃其從彰化鹿港迎駕蘇府大王爺西營的令旗來到臺東祭祀。隔年，臺東各地的地方仕紳向黃其請求開壇而設立簡易祭祀壇位。

### 戰後時期

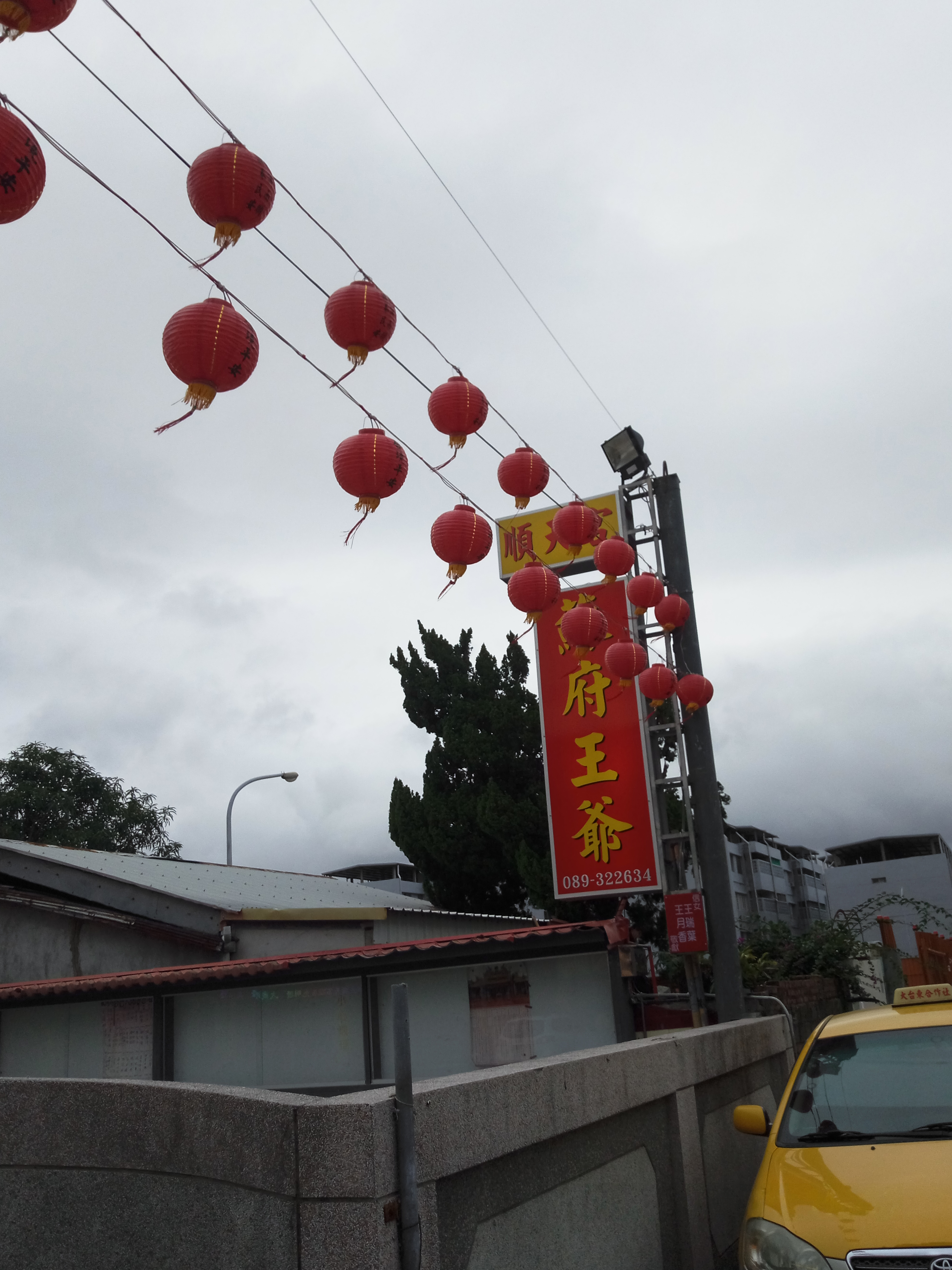
臺東順天宮招牌

第二次世界大戰戰後1945年，由於祭拜蘇府大王爺令旗的信眾越來越多，因此有部分信徒建議立廟，並定名為順天府，因此在1948年冬季正式立廟，稱順天府。後增加代天巡狩之活動，以鎮守東境，赫庇佑境。
1954年春季，由於當時卑南溪時常發生氾濫，緊鄰卑南溪的臺東市首當其衝，市民的生命財產飽受威脅，因此順天府的信徒向蘇王爺祈求保佑後來乩童感受到蘇王爺降旨，指示信徒在現今卑南溪北川堤防邊，縣立寶桑國中的周圍設立玉雲亭，並安置龍虎石牌一座以鎮祭洪水之災。
1959年，由於原順天府廟宇建築狹小，加上信徒日益增加，在經過順天府廟主及各界捐助之下決議順天府重建更新。1963年中秋節，順天府內主祀的蘇府千歲昇爵為靈佑聖帝，順天府也因此改稱為順天宮。1967年10月20日，順天宮重建竣工落成。
2015年10月，順天宮與東臺灣研究會合作，順天宮將加入寶桑小旅行活動，把廟宇內的宗教文物包裝進入旅遊動線規畫，以建構臺東特有廟宇文化。
2015年12月，順天宮開始供奉文昌帝君，並於同月12日舉行安座大典。鄰近的臺東女中聽聞後，該校校長也帶領部分學生來到順天宮祭拜文昌帝君以求考試順利。順天宮管理委員會委員謝文鴻也表示順天宮二樓將整建為順天書屋，以供弱勢學生一個可以課後輔導的去處。
2016年9月，順天宮開始試辦順天書屋，由當地的志工教師，帶領學童學習簡單的程式語言，並利用每週二、三晚上上課。順天宮管理委員會總幹事楊卿勇表示，廟宇後方的善房已閒置約7到8年，因此近幾年順天宮委員會決議開始進行教育紮根行動，因此請來鄰近電腦行的老闆開辦電腦程式語言課程。
後續順天宮管委會委員、臺東縣議員吳景槐、周達三以及民間企業等贊助軟硬體之下，順天書屋在同年12月底正式啟用。

## 建築特色
臺東順天宮為雙殿懸山式建築，面向西南朝東北，廟頂有花鳥人物、神將馭龍、仙童騎鳳等剪黏塑形配飾，最前方為天公壇，之後是正殿，正面三開，正點中央主祀蘇府千歲。右殿則是地藏王殿，裡面祭祀著地藏王菩薩，左殿稱為行醫壇，祭祀三奶夫人。順天宮自2015年12月開始增加祭祀文昌帝君。

## 重要祭典
臺東順天宮一年之中以蘇府大王爺聖誕為最盛大之祭祀活動，每年農曆4月10日起，將會一連四天舉辦盛大的慶祝活動，期間將演戲酬神，並且舉行過七星（平安）橋的儀式為順天宮最具有特色的活動。11日禮請高僧頌經祝壽，12日為蘇府大王爺聖誕正日，這時信徒將準備牲禮祭祀。
13日王爺會，順天宮蘇王爺神明會近4、5百名會員將會回到順天宮聚餐聯誼。另外，左殿行醫壇也設有鸞生，每年的農曆3、6以及9月將會開鸞。

## 資料來源
1. ↑  黃明堂. . 中央研究院人社中心地理資訊科學研究專題中心.   [2017-03-04]. （原始内容存档于2023-02-02） （中文（臺灣））.
2. 1 2 3  黃明堂. . 自由時報. 2015-12-12  [2017-03-04]. （原始内容存档于2019-10-14） （中文（臺灣））.
3. 1 2 3 4 5  . 教育大市集.   [2017-03-04] （中文（臺灣））.[]
4. ↑  施鴻基. . 聯合報. 2015-12-20  [2017-03-04]. （原始内容存档于2022-08-11） （中文（臺灣））.
5. 1 2  張存薇. . 自由時報. 2016-12-31  [2017-03-04]. （原始内容存档于2019-10-15） （中文（臺灣））.